# 維德佛爾尼爾

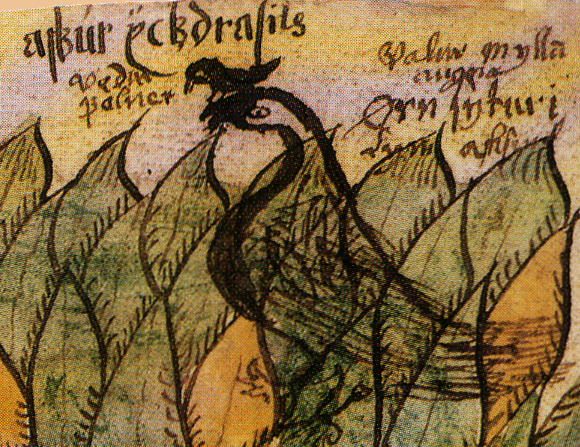
17世紀冰島手抄本中，世界之樹樹頂，一隻獵鷹停在神鷹的兩眼之間

維德佛尼爾（Veðrfölnir、Vedrfolnir），是北欧神话里一隻住在世界之樹頂端處的蒼鷹，他栖息在一隻巨大神鷹的兩眼之間。並以他銳利的目光看著世間的一切。

## 文献
在埃达文学里只有斯諾里·斯蒂德呂松的《散文埃達》提到这只苍鹰：
Örn einn sitr í limum asksins, ok er hann margs vitandi

en í milli augna honum sitr haukr, sá er heitir Veðrfölnir.

Íkorni sá, er heitir Ratatoskr, renn upp ok niðr eftir askinum

ok berr öfundarorð milli arnarins ok Níðhöggs,

en fjórir hirtir renna í limum asksins ok bíta barr.——斯諾里·斯蒂德呂松，《散文埃達》，第16章
翻译：
“一只神鹰待在梣树的树枝里，他知道许多
在他的眼睛之间栖息着一只叫維德佛爾尼爾的苍鹰。
一只叫拉塔托斯克的松鼠再梣树上上下奔跑。
在神鹰和尼德霍格之间
传递小道消息。”
在北欧神话的诗里維德佛爾尼爾是苍鹰的一个代名词。也就是说，诗人可以用这个名字来代表苍鹰。
關於這部份的描述，在北歐神話中頗為模糊，有另外一個故事中將神鷹的部份換成了公雞，名字為Vidofnir。另外一說，認為維德佛爾尼爾其實等於赫拉斯瓦爾格爾，一隻在極北之地揮動翅膀就能帶來冷風的老鷹。此外，由於神話中提到這獵鷹擁有「理解許多事物的智慧」，所以被認為類似福金和霧尼那樣，都是奧丁（Odin）瞭解世間一切的來源。

## 解释

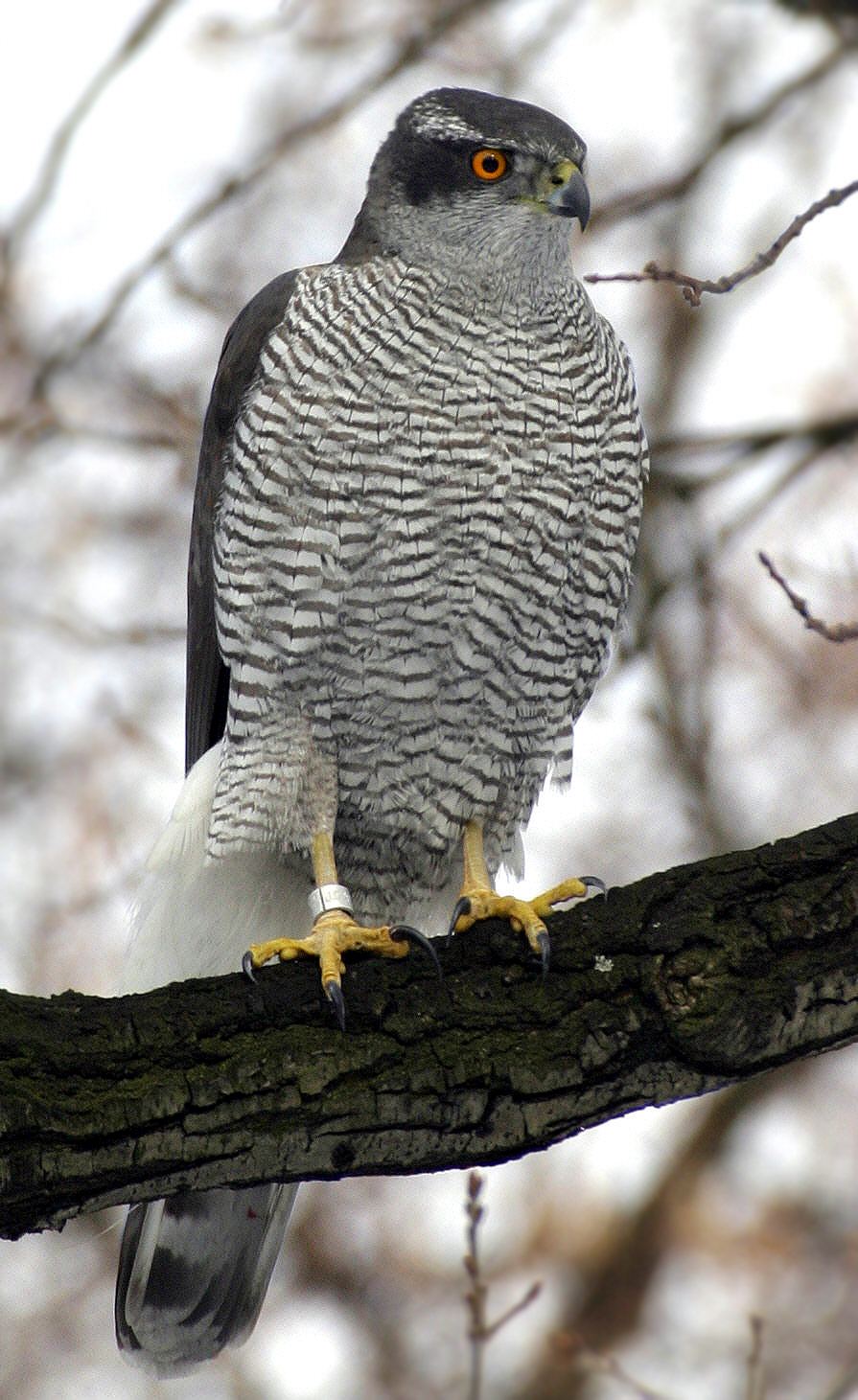
維德佛爾尼爾这个名字显然隐示苍鹰白色的羽毛

### 词源
古北欧语中的Veðrfǫlnir由两个词组成，前面的veðr意思是“风、狂风、气候”，后面的词fǫlr意思是“苍白、白色、缺乏颜色”，或者fǫlna意思是“凋谢、变成白色、失去颜色”。因此維德佛爾尼爾这个名字可以词译为“狂风白”、“气候白”或者“被狂风和气候变白的”。
以下解释从词源的观点上不逻辑：“气候制造者”或者“被狂风吹散的”。

### 苍鹰的意义
北欧贵族和苍鹰有特别的感情。他们驯化苍鹰用它们鹰猎。猎人和猎鸟之间产生感情，使得猎鸟的地位上升。在埃达里有多处提到这个现象。苍鹰的地位甚至于上升到称为王国象征的地步。因此不奇怪苍鹰被看作是属于北欧神话众神之父奥丁的动物，因此也会有“如同贪婪腐尸的奥丁的苍鹰”这样的谚语。

### 理解
因为苍鹰待在神鹰的眼睛之间，因此从它待的地方来书似乎神鹰的多知与苍鹰有关。因此有人估计向奥丁的乌鸦一样維德佛爾尼爾飞到世间把知识带回来。但是苍鹰的智慧也可能与神鹰的不同，或者甚至于超过神鹰的智慧。雅各布·格林指出，在古北欧语里有“角落上的苍鹰”（haukr í horni）这个说法，指的是一名隐藏着的顾问。因此他认为維德佛爾尼爾不仅仅是神鹰的朋友：假如神鹰知道很多事情的话，那它的顾问会怎么样呢。